# Aidmheil
Aidmheil: In the Name of Adventure (em português, algo como: Aidmheil: Em Nome da Aventura), é um livro escrito pela escritora Jessica Mae Stover. O livro consiste em quinze capítulos, sendo que cada um deles é uma história diferente. Entre todas as histórias, a mais notável chama-se Greyfeather.
Aidmheil foi um livro bem recebido pelas críticas independentes, feitas através da internet.